# Polska (album Możdżer, Danielsson, Fresco)
Polska – trzeci wspólny album studyjny tria: Leszek Możdżer – Lars Danielsson – Zohar Fresco. Wydawnictwo ukazało się 25 października 2013 roku nakładem wytwórni muzycznej Outside Music. Polska premiera odbyła się podczas Enter Music Festival, zaś europejska - na otwarciu Paris Jazz Festival. Nagrania zostały zarejestrowane w ciągu czterech dni w podkrakowskich Alvernia Studios.
Album dotarł do 2. miejsca polskiej listy przebojów OLiS. 29 stycznia 2014 roku płyta uzyskała certyfikat dwukrotnie platynowej.

## Lista utworów
Opracowano na podstawie materiału źródłowego.
| 1.  | „Chai Peimot” Fresco/Możdżer          | 8:34  |
|     |                                       |       |
| 2.  | „She said She was a Painter ” Możdżer | 4:11  |
|     |                                       |       |
| 3.  | „Weeks / Shavuot” Fresco              | 5:02  |
|     |                                       |       |
| 4.  | „Yearning for a Nest” Możdżer         | 2:37  |
|     |                                       |       |
| 5.  | „Polska” Możdżer                      | 7:07  |
|     |                                       |       |
| 6.  | „Africa” Danielsson                   | 3:18  |
|     |                                       |       |
| 7.  | „KarMa Party” Możdżer                 | 3:48  |
|     |                                       |       |
| 8.  | „Norgon” Możdżer                      | 6:21  |
|     |                                       |       |
| 9.  | „Gsharim” Fresco                      | 3:46  |
|     |                                       |       |
| 10. | „Spirit” Danielsson                   | 5:42  |
|     |                                       |       |
| 11. | „Are You Experienced?” Jimi Hendrix   | 7:36  |
|     |                                       |       |
|     |                                       | 58:02 |
|     |                                       |       |

## Twórcy
Opracowano na podstawie materiału źródłowego.
| - Leszek Możdżer – fortepian, czelesta, syntezator, wibrafon, aranżacje - Lars Danielsson – wiolonczela, kontrabas - Zohar Fresco – instrumenty perkusyjne, wokal - Polska Orkiestra Radiowa |  | - Marcin Nałęcz Niesiołowski – dyrygent - Ewelina Serafin – flet - Sylwia Kicka – producent wykonawczy |